# Ваља Роатеј (Бузау)
Ваља Роатеј (рум. Valea Roatei) насеље је у Румунији у округу Бузау у општини Козиени. Oпштина се налази на надморској висини од 407 m.

## Становништво
Према подацима из 2002. године у насељу је живело 11 становника, од којих су сви румунске националности.